# 超処女カワ アイドル あいちゃん
超処女カワ アイドル あいちゃん（ちょうしょじょカワ アイドルあいちゃん、11月25日 - ）は、日本の女性アイドル、シンガーソングライター、元学生プロレスラー。「超処女アイドル」を自称する。東京都出身。愛称は「あいちゃん」。

## 経歴
東京都中野区出身。4歳から10年間ピアノを習っていた。高校時代の文化祭でライブ「有志あいちゃん's」を企画、実行した経験からアイドルに憧れ始める。（高円寺タウンマガジンSHOW-OFF★088内インタビューより）2018年4月武蔵野美術大学入学とともにDTMでの楽曲製作を開始。2019年1月7日に初のミュージックビデオ「超つまらん彫塑」をYouTubeで公開。2019年2月27日三軒茶屋Heaven'sDoorにて初ライブを行った。2019年10月26日武蔵野美術大学芸術祭フィナーレショーにて100人以上の前で歌唱。その後も都内を中心にライブを重ね、2020年3月18日高円寺無力無善寺にて毎月第三水曜日のレギュラーに就任。ライブタイトルは当初「ボッキしたチンポ」であったが問題が多発したため「トッポギ」に変更になった。2023年11月25日無力無善寺にて自身初のワンマンライブ「超処女カワアイドルあいちゃん生誕祭2023」を行う。2023年12月24日に自身のYouTubeチャンネルで公開したライブ映像「おまんこストリッパー」が70万回再生を突破。以降YouTubeへの動画アップロードを精力的に行っている。2025年1月公式TikTokを開設。ライブ映像「おまんこストリッパー」が10万回再生を突破。また、自身の楽曲「陰茎シコシコチンポ射精で月収50万」を使用し作成された動画が600本以上確認されている。

## 人物・エピソード
協調性が極めて低いためソロで活動を行なっている。
特技は作詞作曲、ギター、ピアノ、DTMによるトラックメイク。
まぐれで武蔵野美術大学視覚伝達デザイン学科に合格してしまいアイドル活動と大学生を両立していた。在学中はアルバイトが続かずロフトプラスワンを解雇になった経験がある。大学の卒業制作ではNEO珍宝館と称し、男性器をモチーフにした立体作品を数個展示した。この展示に関して本家珍宝館の館長兼マン長であるちん子さんに許可を取りに行った経験がある。「チンポで大卒」というワードをこの頃から好んで使っている。卒業後はアダルトビデオ制作会社に就職。映像編集を行なっていた。OLとアイドル活動の両立に勤しむもOLの方を挫折。
処女を自称しているにも関わらず周りが全く信じてくれないのが悩み。

### ライブにまつわるエピソード
自作のカラオケ音源を流しながら歌唱。アコースティックギターを弾くこともある。トリで演奏される楽曲はチ◯ポ・トッポギ。当初演奏中にあらかじめ数枚重ね履きしていたパンツを脱ぎながら客席に投げるパフォーマンスを行っていた。ライブ後の物販ではCDや自身でデザインした雑貨、チェキ等を販売している。チェキ撮影では通常料金に500円をプラスすると購入者が性器を露出した状態であいちゃんと2ショットが撮れるチ◯ポチェキを行なっているが物議を醸している。

## 作品

### シングル
- 超つまらん彫塑
- ほわいとすきん
- セブンで放尿[8] - super virgin records
- 浮気[9]
- 陰茎シコシコチ◯ポ射精で月収50万[10]
- 人生どうでも飯田橋[11]

### アルバム
- 不貞行為
- ベッドタイム[12]
- さまちん[13]
- あいちゃんラブパレード[14]

### アルバム参加
- シン・ゴミ人間動物園 - アングラアイドル[15]

### ライブ映像
- ライブ映像【陰●シコシコチ●ポ射●で月収50万】@野方文化マーケット内吊り橋ピュン/20230702 /超処女カワアイドルあいちゃん[16]
- ライブ映像【おま○こストリッパー】(初披露)＠神田SPACE CUBE/超処女カワアイドルあいちゃん[17]
- ライブ映像【チ●ポ・トッポギ】超処女カワアイドルあいちゃん@野方文化マーケット吊り橋ピュン[18]
- ライブ映像【夜の女王のアリア(魔笛より)】cover by超処女カワアイドルあいちゃん@無力無善寺-2025/01/15【チ●ポユニコーンver】[19]
- ライブ映像【浮気】feat.MCあんにゅ/コラボver@下北沢mona records/2024/04/08 [20]
- ライブ映像【陰●シコシコチ●ポ射●で月収50万】超処女カワアイドルあいちゃん@無力無善寺/2025/01/15[21]
- ライブ映像【誰も寝てはならぬ(Nessun dorma)】cover by超処女カワアイドルあいちゃん@無力無善寺-/2024/12/18[22]
- ライブ映像【シコらせてoh my heart!/後藤輝樹】cover by超処女カワアイドルあいちゃん@無力無善寺-2025/01/15【チ●ポユニコーンver】[23]

### ミュージックビデオ
- 超つまらん彫塑（2019年1月6日 - )[24]。
- ほわいとすきん（2019年3月29日 - ）[25]。
- ベッドタイム（2020年5月3日-）[26]

### 出演
- セックスフラペチーノの変態観覧車- ゲスト出演 [27]
- 【アウトレンボ】GUEST[28]
- 高円寺タウンマガジンSHOW-OFF★088芽衣子の異常な愛情第68章[29]
- 鎌倉FM鎌倉愛$箱
- COFFEE and RiCE - 偉大ガキ [Official Music Video][30]
- ガチンコナイト ! 2023年4月23日放送分[31]
- 【岡崎】美少女現役アイドルに、バレずにどこまで下ネタ言えるかチャレンジした結果...（笑）[32]
- 【岡崎】【コント】今夜絶対お持ち帰りしたいプロデューサー　VS　意地でも帰る地下アイドル[33]
- 【岡崎】問題を外す毎に1万円…キャバ嬢の本音クイズ対決(笑) なんでこの人まだ働けてるんだろう…[34]